# Hazslin
Hazslin (szlovákul: Hažlín) község Szlovákiában, az Eperjesi kerület Bártfai járásában.

## Fekvése
Bártfától 10 km-re keletre, a Tapoly és az Ondava között fekszik.

## Története

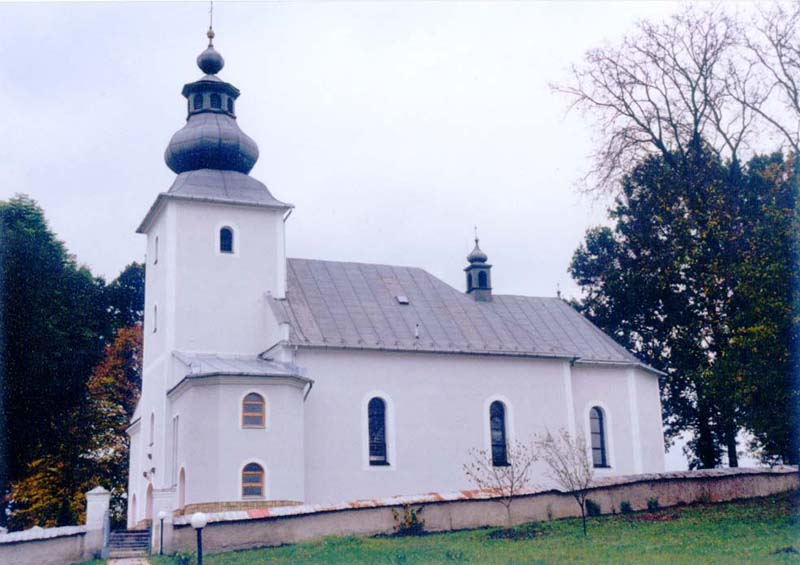
Római katolikus templom

A falu területe ősidők óta lakott, határában az i. e. 13.-10. századból származó bronz tárgyakat találtak 1955-ben. 
Hazslin első, birtokként történő említése 1247-ből, a bártfai ciszterciták birtokainak elhatárolási okiratában történik. A mai falu első említése „Heuslingh” alakban 1414-ből származik. A Czudar család makovicai váruradalmához tartozott, akik zálogbirtokként a pelsőci uradalomnak adták. 1427-ben „Esleng”-nek 77 adózó jobbágytelke volt. Az 1471. évi lengyel hadjárat során a falu súlyos károkat szenvedett és lakossága is jelentősen csökkent. 1492-ben a faluban malom is működött, ekkor „Hazlingh” alakban említik. Ekkor történik említés kőtemplomáról is, melyhez fa harangtorony tartozott és a falu közepén állt. Ezt a gótikus templomot 1730-ban bontották le. Helyette fatemplom épült, amely azonban 20 év múlva leégett. 
1712-ben a községnek 29 adózó portája volt. 1722 és 1760 között Hazslint nyolc nagyobb tűzvész pusztította. 1738-ban a pestisjárványban a község 12 családja halt ki. A leégett fatemplom helyett építették fel a ma is álló templomot 1752-ben. 1771-ben a falunak 80 háza volt. A község pecsétje 1787-ben készült. 
A 18. század végén Vályi András így ír róla: „HAJSZLIN. Tót falu Sáros Várm., főldes Ura G. Szirmay Uraság, lakosai katolikusok, és ó hitűek, ’s a’ Makovitzai Uradalomhoz tartozik, földgye termékeny, és könnyen mivelhető, réttyei is jók, erdeje, legelője elég van.”
A 19. század közepén már ismét a nagyobb települések közé számított 684 lakossal és 98 házzal.
Fényes Elek 1851-ben kiadott geográfiai szótárában így ír a faluról: „Haiszlin, tót falu, Sáros vmegyében, Bártfához keletre 1 3/4 mfld: 985 romai, 10 g. kath., 8 zsidó lak. Kat. paroch. templom. Termékeny határ. Jó rét. Erdő. F. u. gr. Szirmay Tamás.”
A trianoni diktátum előtt Sáros vármegye Bártfai járásához tartozott.

## Népessége
| Év:            | 1994. | 2004.   | 2014.   | 2024.   |
| -------------- | ----- | ------- | ------- | ------- |
| Emberek száma: | 1193  | 1191    | 1135    | 1058    |
| Eltérés:       |       | -0,16 % | -4,70 % | -6,78 % |

| Év:            | 2023. | 2024.   |
| -------------- | ----- | ------- |
| Emberek száma: | 1051  | 1058    |
| Eltérés:       |       | +0,66 % |

1910-ben 870, túlnyomórészt szlovák lakosa volt.
2001-ben 1230 lakosából 1206 szlovák volt.
2011-ben 1176 lakosából 1098 szlovák.

## Nevezetességei
- Római katolikus temploma 1752-ben épült a korábbi, 1492-ből származó templom helyett.

## Híres emberek
- Innen származik Hazslinszky Frigyes Ákos botanikus családja.